# Pseudoangustidontus duplospineus
Lo pseudoangustidonto (Pseudoangustidontus duplospineus van Roy & Tetlie, 2006 gen. et sp. nov.) è un misterioso artropode estinto, vissuto nell'Ordoviciano inferiore (circa 480 milioni di anni fa). I suoi resti sono stati ritrovati in Marocco.

## Etimologia
Il nome del genere deriva da Pseudo- (cioè falso) e Angustidontus; per indicare che ci sono alcune somiglianze con il genere Angustidontus Cooper, 1936 evidenziando allo stesso tempo che ci sono importanti differenze con questo genere.
Il nome della specie deriva da duplo− (cioè doppia) e spineus (cioè spina), evidenziando la presenza di una doppia fila di spine.

## Descrizione
Tutto ciò che si conosce di questo animale è un esemplare frammentario di una sorta di appendice spinosa. Questa struttura è dotata di almeno 39 paia di spine disposte a intervalli regolari; a ogni paio di spine lunghe ne seguiva un paio corto. Nessun altro resto è stato rinvenuto, e non è possibile tracciare una ricostruzione dell'animale, anche se è ragionevole supporre che questa struttura fosse un qualche tipo di appendice predatoria.

## Classificazione
L'estrema frammentarietà dell'esemplare rende molto incerta la classificazione di Pseudoangustidontus. La morfologia dell'appendice è diversa da quella di ogni altro artropode, anche se vi sono somiglianze con alcune strutture spinose di artropodi del Paleozoico: ad esempio, affinità sono state riscontrate con il genere problematico Angustidontus (da cui trae il nome Pseudoangustidontus) e i podomeri spiniferi di alcuni euripteridi come Megalograptus o Mixopterus. In ogni caso, né gli euripteridi né Angustidontus possiedono un così alto numero di spine, e lo stesso Angustidontus possiede una sola fila di spine.